# Cầu Bình Triệu
Cầu Bình Triệu là tên của hai cây cầu bắc qua sông Sài Gòn trên tuyến đường quốc lộ 13, nối liền quận Bình Thạnh và thành phố Thủ Đức, Thành phố Hồ Chí Minh.

## Cầu Bình Triệu 1
Cầu Bình Triệu 1 được xây dựng từ thời Việt Nam Cộng hòa, hiện nay chỉ dành cho các phương tiện lưu thông theo hướng từ trung tâm thành phố đi Thủ Đức.
Năm 2009, cầu được sửa chữa, nâng cấp mở rộng bề mặt từ 2 làn thành 3 làn xe (gồm 2 làn xe ô tô và 1 làn xe gắn máy) và được nâng tải trọng từ 16 tấn lên 30 tấn. Việc sửa chữa hoàn thành và cầu được thông xe trở lại vào ngày 4 tháng 9 năm 2010.
Cầu có chiều dài 554 m, chiều rộng 12,65 m.

## Cầu Bình Triệu 2
Cầu Bình Triệu 2 nằm về phía thượng lưu của cầu Bình Triệu 1, dành cho các phương tiện lưu thông một chiều vào trung tâm thành phố. Cầu có chiều dài 560 m, chiều rộng 12,25 m, gồm 2 làn xe. Công trình thuộc dự án BOT cầu đường Bình Triệu 2, được khởi công năm 2001 và hoàn thành năm 2003.